# Јевреји у Србији
Јевреји су се први пут појавили на простору данашње Србије у време Римског царства. Јеврејске заједнице на Балкану су биле мале све до касног 15. века, када су Јевреји који су бежали од шпанске и португалске инквизиције нашли уточиште на територијама Османског царства, укључујући Србију. Јеврејске заједнице на Балкану биле су просперитетне све до 1930-их. Јеврејска заједница у Србији била је готово сасвим уништена у холокаусту током Другог светског рата.

## Историја јеврејске заједнице

### Шпанске избеглице
Јеврејске заједнице на Балкану знатно су се увећале у 15. и 16. веку када су ту стигле избеглице које су бежале од инквизиције у Шпанији и Португалу. Отомански султан Бајазит II је примио јеврејске избеглице у своје царство. Јевреји су најчешће били трговци, нарочито значајни за трговину соли.

### Време турске власти
Срби и Јевреји су углавном били у добрим односима, а јеврејски трговци су одржавали трговачке руте у царству.
Почев од 1804. Срби су кренули у борбу за независност од Турака. Многи Јевреји су снабдевали Србе оружјем, а Турци су им се брутално светили.

### Српска држава (од 1830) и Јевреји
Српска власт била је углавном добронамерна према Јеврејима. Под влашћу Милоша Обреновића београдска јеврејска заједница издавала је свој сопствени новац. Кнез Михаило Обреновић је 1861. преузео власт и увео антијеврејска ограничења. Овакав став према Јеврејима произлази из историјског контекста у којем се средином 19. века у Европи и САД буктао антисемитизам који је за последицу имао протеривање и погроме над јеврејским живљем.
Хор „Браћа Барух”, основан 1879. у Београду је према неким истраживањима најстарији јеврејски активни хор у свету. Овај хор, који представља један од синонима јеврејске културе у Србији, најпре је основан као „Српско-јеврејско певачко друштво“, а име је променило после обнављања, у спомен на тројицу браће Барух из познате јеврејске револуционарне породице из Београда.
У Београду је, 1874. године, основано Јеврејско женско друштво. Основала га је неколицина сефардских жена, које су тада успеле да се изборе за оснивање овог првог женског удружења на територији Србије, првог таквог удружења међу Сефардима на Балкану, а из оскудних података до којих се може доћи чини се да је Јеврејско женско друштво уједно и прво удружење сефардских жена на Оријенту. Ова организација сматра се претечом сличних друштава у Србији, па је тако већ наредне године основано и удружење српских жена, Београдско женско друштво. Прва жена књижевница била је учитељица Естира Русо, са ученицима је изводила свој комад о Пуриму у Дому у Јеврејској 16.
Српски парламент је укинуо све антијеврејске рестрикције 1889.
Јевреји су по први пут добили пуна грађанска права на простору данашње Северне Македоније када је тај регион постао део Краљевине Србије 1913. године.
Године 1912. у Србији је живело 5.000 Јевреја.. Српски Јевреји су се заједно са Србима борили против Централних сила у Првом светском рату. 132 Јеврејина су погинула у ратовима 1912-1918 и подигнут им је споменик у Београду на јеврејском сефардском гробљу.

### Међуратни период
После Првог светског рата Србија се ујединила са Црном Гором и другим регијама у Краљевину Срба, Хрвата и Словенаца, која је накнадно преименована у Краљевину Југославију. У заједничкој држави живело је око 65.200 Јевреја (око 13.500 на територији која је данас Република Србија). Међуратни период (1919–1939) био је просперитетно раздобље за Јевреје Југославије. Дом Јеврејског женског друштва и обданиште је отворен 1. децембра 1938, у ул. Стевана Високог 2.
Видовдански устав је гарантовао грађанска права и статус верске заједнице Јеврејима у Југославији.
Пре Другог светског рата у Београду је живело око 10.000 Јевреја, од којих је 80% говорило језик ладино (сефарди), а 20% јидиш (ашкенази).

### Холокауст

#### Увод у Априлски рат, рат и последице
Краљевина Југославија покушавала је да одржи неутралност у почетку Другог светског рата. Политика Југославије није била антисемитска. Југославија је отворила своје границе за аустријске Јевреје после аншлуса 1938. Под великим притиском, Југославија је најзад потписала Тројни пакт са Немачком и Италијом, попут Бугарске и Мађарске. Због овог потписа, влада Мачека и Цветковића збачена три дана касније у државном удару кога су подржавали Британци и антинемачки официри у армији. Немачки одговор на смену власти био је бруталан; Београд је бомбардован 6. априла 1941, а трупе Немачке, Италије, Бугарске и Мађарске извршиле су инвазију на Краљевину Југославију.
Нацистички геноцид над Јеврејима окупиране Југославије почео је септембра 1941. Окупатори су поделили земљу тако да је њен највећи део припао усташкој НДХ, која је основала логоре за истребљење непожељних људи и нација у Јасеновцу и Старој Градишки. Јевреји из Срема су послани у логоре у НДХ, али и многи Јевреји из остатка Србије. Са новооснованом марионетском владом на окупираној територији (Недићева Србија), Немци су депортовали Јевреје из Баната и Београда у концентрациони логор Сајмиште код Београда. Овај логор је основан са намером да служи за истребљење заробљених Јевреја и Срба.
Недићеве власти су 22. октобра 1941. у Београду отвориле Антимасонску изложбу. Централна тема изложбе је била наводна јеврејско-комунистичко-масонска завера којом би остварили светску доминацију. Српске новине „Обнова“ и „Наша борба“ су хвалиле ову изложбу, тврдећи да су Јевреји стари противници српског народа.

#### Ликвидације
Нацисти су физичку елиминацију Јевреја у Србији спровели веома брзо, без потребе за организовањем конвоја у логоре смрти. Убиство око 16.000 људи спроведено је до маја 1942.
Пет организација су координирано радиле на истребљењу Јевреја: немачка војна команда, економски биро задужен за аријанизацију, представници Министарства спољних послова Трећег рајха, обавештајна полиција (SS) и, од свог оснивања августа 1944, влада генерала Милана Недића. Прве четири организације су се састале 14. маја 1941. да размотре решавање „проблема Јевреја и Цигана“. Тако је 30. маја дошло до спровођења низа мера; дефинисано је ко су Јевреји, они су удаљени из јавних служби, уведена је обавеза ношења жуте Давидове звезде и принудни рад. Од конфискованих средстава, нацистичка Немачка је задржала 60% као ратне репарације, а остатак је припао Недићевој влади.
Као одговор на појаву оружаног отпора окупатору у Србији, нацисти су спроводили активну политику одмазде. Светили су се Јеврејима, Циганима и комунистима, које су стрељали као таоце у случају немачких губитака. У касно лето 1941. систематски су груписали мушкарце Јевреје у логоре у Шапцу и Београду (Топовске шупе). У то време је процес елиминације Јевреја у Европи још није узео маха. Немачко Министарство спољних послова је у Београд послало Едмунда Весенмајера. Он је 8. септембра, заједно са немачким амбасадором у Београду Феликсом Бензлером, послао телеграм у Берлин у коме је тврдио да су Јевреји одговорни за саботаже и тероризам. Предложио је да 8000 јеврејских мушкараца отпреме баржама у делту Дунава. Јоахим фон Рибентроп је у Берлину одбацио ову идеју, са образложењем да то није могуће без пристанка Румуније која одбија да прими толики број Јевреја. Упркос честим апелима из Београда који су позивали на депортацију Јевреја, Министарство спољних послова је то одбијало и најзад се обратило за савет оберштурмбанфиреру Адолфу Ајхману. Он је предложио стрељање Јевреја. На високом нивоу је одлучено да се овим задатком позабави вермахт, за разлику од територија на истоку где су се тиме бавиле ајнзацгрупе. Партизанска акција код Тополе од 2. октобра 1941, у којој је погинуо 21 немачки војник, дала је повод за прво масовно стрељање. Немачка војска је одабрала 2100 јеврејских и циганских затвореника које су стрељали у логорима у Шапцу и Београду. После тога утврђен је однос од 100 погубљених за сваког убијеног немачког војника, и 50 за сваког рањеног. Ово правило је систематски спровођено.
Та политика није у потпуности елиминисала Јевреје јер је Вермахт обио да стреља жене, децу и старце. Поред тога, масовне егзекуције су почеле да изазивају негативне реакције у неутралним земљама. Одлучено је да се преостали Јевреји отпреме у логор Сајмиште у близини Земуна. Ови предратни изложбени павиљони су били под управом усташког режима који је одлучио да изнајми то подручје Немцима. Дана 3. новембра 1941. наређено је окупљање свих јеврејских жена и деце. Они су чамцима отпремљени у логор Сајмиште. Градоначелник Београда Драгомир Јовановић им је организовао достављање хране, углавном кромпира и купуса. Маја 1942. из Берлина је у Београд стигао камион за гушење гасом (душегупка). Њиме су управљали СС официри Гец и Мајер. У камиону су свакодневно, осим недеље, превозили Јевреје до војног полигона у Јајинцима. За време тог путовања, затворенике је гушио издувни гас угљен-моноксид. У Јајинцима су српски заробљеници сахрањивали лешеве. У логору Сајмиште је децембра 1941. било око 5 до 6 хиљада људи. До априла 1942. остало их је 2974. Операција истребљења окончана је 10. маја, када је камион враћен у Берлин, да би поново био употребљен у Белорусији.

#### Епилог
Као резултат масовних убистава, шеф немачке полиције и Гестапоа у Србији, Емануел Шефер, хвалио се 1942:
Београд - једини већи европски град очишћен од Јевреја, постао је judenfrei.
Официр СС-а Харалд Турнер је 1942. изјавио:
Србија је земља у којој је проблем Јевреја и Цигана решен.

### Други светски рат
На почетку Другог светског рата у Србији, неки Јевреји су се 1941. придружили покрету отпора: комунистичким југословенским партизанима и четничком покрету оданом краљевини.
До ослобођења Србије 1944. већина Јевреја у Србији је ликвидирана. Од 82.500 Јевреја у Југославији 1941, крај рата је доживело само 14.000 (17%). Од тог броја, у Србији је 8.000 Јевреја (од тога 4000 у Војводини) преживело холокауст
У Зрењанину је постојала јеврејска заједница. Већ почетком Другог светског рата одатле су депортоване 1022 особе.
Неке јеврејске породице су преживеле захваљујући срећним околностима и пријатељствима.

### Послератни период
Савез јеврејских заједница Југославије основан је по завршетку Другог светског рата да би координирао јеврејске заједнице послератне федералне Југославије, и да би лобирао за право Јевреја да емигрирају у Израел.
Више од половине преживелих Јевреја одабрало је да оде у Израел.
Јеврејске заједнице у свим републикама СФРЈ одржавао је на окупу Савез јеврејских заједница Југославије. Тај статус окончан је распадом земље 1990-их. Многи Јевреји су тада одлучили да емигрирају у Израел или САД. Током бомбардовања 1999. Савез јеврејских општина је евакуисао многе старије београдске Јевреје, жене и децу у Будимпешту, одакле су многи трајно емигрирали.
На основу реституције у Србији јеврејским општинама је враћено 40 некретнина, а одређени новчани износ биће уплаћиван током 25 година почев од 2017.

## Јеврејска заједница данас
Пре ратова 1990-их, у Србији је живело око 2.500 Јевреја, већином у Београду. Већина Јевреја у Србији су сефардског порекла, потомци избеглица из Шпаније и Португалије. У Србији, јудаизам је признат као једна од седам традиционалних верских заједница у Србији. Једина синагога у Србији, у којој се врше богослужења, је Београдска синагога.
По попису становништва из 2002. у Србији је живело 1.185 Јевреја, око 40% у Војводини а остатак већином у Београду:
| Подручје       | Јевреји становника | Укупно становника |
| -------------- | ------------------ | ----------------- |
| Београд        | 415                | 1.576.124         |
| Нови Сад       | 400                | 299.294           |
| Суботица       | 89                 | 148.401           |
| Панчево        | 42                 | 127.162           |
| Остатак Србије | 239                | 5.646.314         |
| Укупно         | 1.185              | 7.498.001         |

По резултатима пописа из 2022. године, у Србији живи 709 Јевреја, или 0.01% становништва Србије, што је 78 мање него на попису 2011. године.

## Грађевинска делатност јеврејских фирми у Србији
Јеврејске фирме су изградиле и граде бројне велике стамбено-пословне објекте у Београду и широм Србије. Неки од тих објеката (насеља, тржни центри, пословни центри...) у Београду су тржни центар Авив Парк, поред њега је стамбени комплекс Мој Авив,Тржни центар Рајићева, Ерпорт сити Београд, Централ Гарден Београд (стамбено-пословни комплекс код улице Старине Новака), Скајлајн... Поред Београда, Авив Паркови су изграђени и у Панчеву (2011) и Зрењанину (2015), а у Крагујевцу је направљен тржни центар Крагујевац Плаза.

## Деловања у јавном животу
Иако малобројни, Јевреји у Србији су утицајни у многим сферама друштва.